# Coyomeapan
Coyomeapan es una localidad del estado mexicano de Puebla. Es cabecera del municipio de Coyomeapan.

## Demografía
| Censo | Población |
| ----- | --------- |
| 1900  | 2868      |
| 1910  | 2396      |
| 1921  | 1248      |
| 1930  | 2751      |
| 1940  | 1885      |
| 1950  | 2534      |
| 1960  | 2618      |
| 1970  | 2512      |
| 1980  | 2114      |
| 1990  | 1566      |
| 1995  | 815       |
| 2000  | 980       |
| 2005  | 937       |
| 2010  | 1108      |
| 2020  | 1288      |